# Matthias Trübner
Matthias Trübner (ur. 13 czerwca 1955) – niemiecki lekkoatleta i bobsleista reprezentujący NRD, dwukrotny złoty medalista mistrzostw świata.

## Kariera
Początkowo Trübner uprawiał lekkoatletykę, bobslejami zainteresował się w 1977 roku. Pierwszy sukces w karierze osiągnął w 1978 roku, kiedy w parze z Bernhardem Lehmannem zdobył brązowy medal w dwójkach na mistrzostwach Europy w Igls. Na rozgrywanych trzy lata później mistrzostwach świata w Cortinie d'Ampezzo wspólnie z Bernhardem Germeshausenem, Hansem-Jürgenem Gerhardtem i Henrym Gerlachem zdobył złoty medal w czwórkach. W tym samym składzie reprezentanci NRD zwyciężyli również na mistrzostwach Europy. Kolejne zwycięstwo Trübner odniósł w 1985 roku, kiedy razem z Bernhardem Lehmannem, Steffenem Grummtem i Ingo Voge zdobył złoty medal w czwórkach podczas mistrzostw świata w Cervinii. Ostatni sukces osiągnął na mistrzostwach Europy w 1986 roku, gdzie reprezentacja NRD w składzie: Lehmann, Trübner, Voge i Bogdan Musiol zajęła drugie miejsce w czwórkach. Nigdy nie wystąpił na zimowych igrzyskach olimpijskich.
Po zakończeniu kariery został trenerem. Prowadził między innymi Maximiliana Arndta i André Lange.